# Kirsten Sprick
Kirsten Sprick (* 1962 in Hamburg) ist eine deutsche Schauspielerin und Schauspieldozentin.

## Leben
Kirsten Sprick absolvierte von 1986 bis 1989 ihre Schauspielausbildung in Hamburg. Sie erhielt anschließend verschiedene Stipendien, u. a. für Schauspielunterricht in Los Angeles. Später spezialisierte sie sich in ihrer Theaterarbeit insbesondere auf Performance und Improvisation.
Seit 1989 arbeitet sie als Schauspielerin und Sängerin an Theatern und beim Fernsehen. Nach ihrer Ausbildung war sie zunächst in der Spielzeit 1989/90 am Theater Lüneburg engagiert, wo sie in Musicals und in klassischen Theaterrollen auftrat. Sie spielte dort u. a. die Prinzessin Rea in Romulus der Große (1990) und Susanne in Figaro lässt sich scheiden (1990). Es folgten Engagements am Hamburger Ohnsorgtheater (1991), auf Kampnagel (1992) und am Hamburger Schmidt Theater.
Sie war dann anschließend hauptsächlich in der Hamburger freien Theaterszene aktiv. 1993 gehörte sie, u. a. gemeinsam mit Mignon Remé, zu den Mitgründern des Hamburger Improvisationstheaters „hidden shakespeare“, dessen Mitglied sie seither ist. Sie nahm mit dem Ensemble an zahlreichen Improvisationstheater-Festivals teil, so in Berlin, Amsterdam, Kopenhagen, Seattle und Harare. Mit dem Improvisationstheater „hidden shakespeare“ wurden unter Mitwirkung von Kirsten Sprick als Darstellerin auch drei improvisierte Kinofilme verwirklicht.
Von 1998 bis 2009 spielte sie regelmäßig beim Hamburger Jedermann in der Hamburger Speicherstadt. Von 2006 bis 2008 trat sie am Hamburger Thalia Theater als Mutter in dem Theaterstück Das Mädchen aus der Streichholzfabrik (Regie: Julia Hölscher) auf; die Inszenierung erhielt 2007 den Theaterpreis der Körber-Stiftung. Sie gastierte anschließend außerdem am Theater im Bahnhof in Graz (2010–2015), erneut am Schmidt Theater (2015; als Berta in Die Königs vom Kiez, Regie: Corny Littmann) und auf dem Hamburger Theaterschiff (Januar 2017). 2017 gründete sie mit Diederik Nortier kikikustik, ein Kollektiv für Improvisationstheater und experimentelle Musik.
Sprick übernahm auch einige Film- und Fernsehrollen. In der Filmkomödie Alles auf Zucker! (2004) war sie als Taxifahrerin zu sehen. Als zweite Darstellerin der Bettina spielte sie mehrere Jahre in der Kinderserie Sesamstraße mit. Episodenrollen hatte sie u. a. in den Fernsehserien Sonntags geöffnet (1995; als Sekretärin Maria Hansen), Doppelter Einsatz (1996; als Ehefrau eines Bankräubers), Lindenstraße (1999) und in SOKO Köln (2007; als erwachsene Tochter eines rüstigen Pensionärs und Oldtimer-Fans). Im Januar 2017 (Folgen: 2353–2357) war Sprick in der Fernsehserie Rote Rosen in einer Nebenrolle zu sehen. Sie spielte Freda Strohm, die Exfrau des Lüneburger Hoteliers Holger Mielitzer (David C. Bunners) und Mutter der Serienhauptfigur Patrick Mielitzer (Constantin Lücke).
Seit 2004 arbeitet sie als Dozentin für Schauspiel, Improvisation, Gesangsinterpretation und Musical an der Joop van den Ende Academy in Hamburg. Außerdem ist sie als Schauspielcoach und als Trainerin für Führungskräfte und Mitarbeiter tätig.
Neben ihrer Tätigkeit als Schauspielerin arbeitete Sprick auch als Sprecherin für Hörspiele und Hörbücher, u. a. in Produktionen des WDR, des NDR und für Studio Hamburg.
Sprick lebt in Hamburg.

## Filmografie (Auswahl)
- 1990–1998: Sesamstraße (Fernsehserie)
- 1993: Glücksspiel im Pastorenhaus (TV, Theateraufzeichnung)
- 1995: Sonntags geöffnet (Fernsehserie)
- 1996: Doppelter Einsatz (Fernsehserie; Folge: Räuberkind)
- 1999: Lindenstraße (Fernsehserie)
- 2001: Stubbe – Von Fall zu Fall: Unschuldsengel (Fernsehreihe)
- 2004: Alles auf Zucker! (Kinofilm)
- 2007: SOKO Köln (Fernsehserie; Folge: Bremsversagen)
- 2012: Heiligabend mit Hase
- 2015: Das Romeo-Prinzip (Fernsehfilm)
- 2017: Rote Rosen (Fernsehserie; Seriennebenrolle)
- 2018: Wo kein Schatten fällt (Fernsehfilm)
- 2020: Notruf Hafenkante (Fernsehserie; Folge: Im Rausch)
- 2021: SOKO Wismar (Fernsehserie; Folge: Seemannsgarn)
- 2021: Landjäger
- 2023: Gäste zum Essen (Fernsehfilm)